# Independents amb dignitat
Independents amb dignitat (títol original: Struck by Lightning) és una pel·lícula australiana de Jerzy Domaradzki estrenada l'any 1990. Ha estat doblada al català.

## Argument
Una empresa que contracta exclusivament persones discapacitades crea un equip de futbol corporatiu.

## Repartiment
- Garry McDonald: Ollie Rennie
- Brian Vriends: Pat Cannizzaro
- Catherine McClements: Jill McHugh
- Henry Salter: Noel
- Denis Moore: Foster
- Briony Williams: Gail
- Syd Brisbane: Spencer
- Brian M. Logan: Kevin
- Peter Douglas: Colin
- Jocelyn Betheras: Jody